# Burg Hanstein

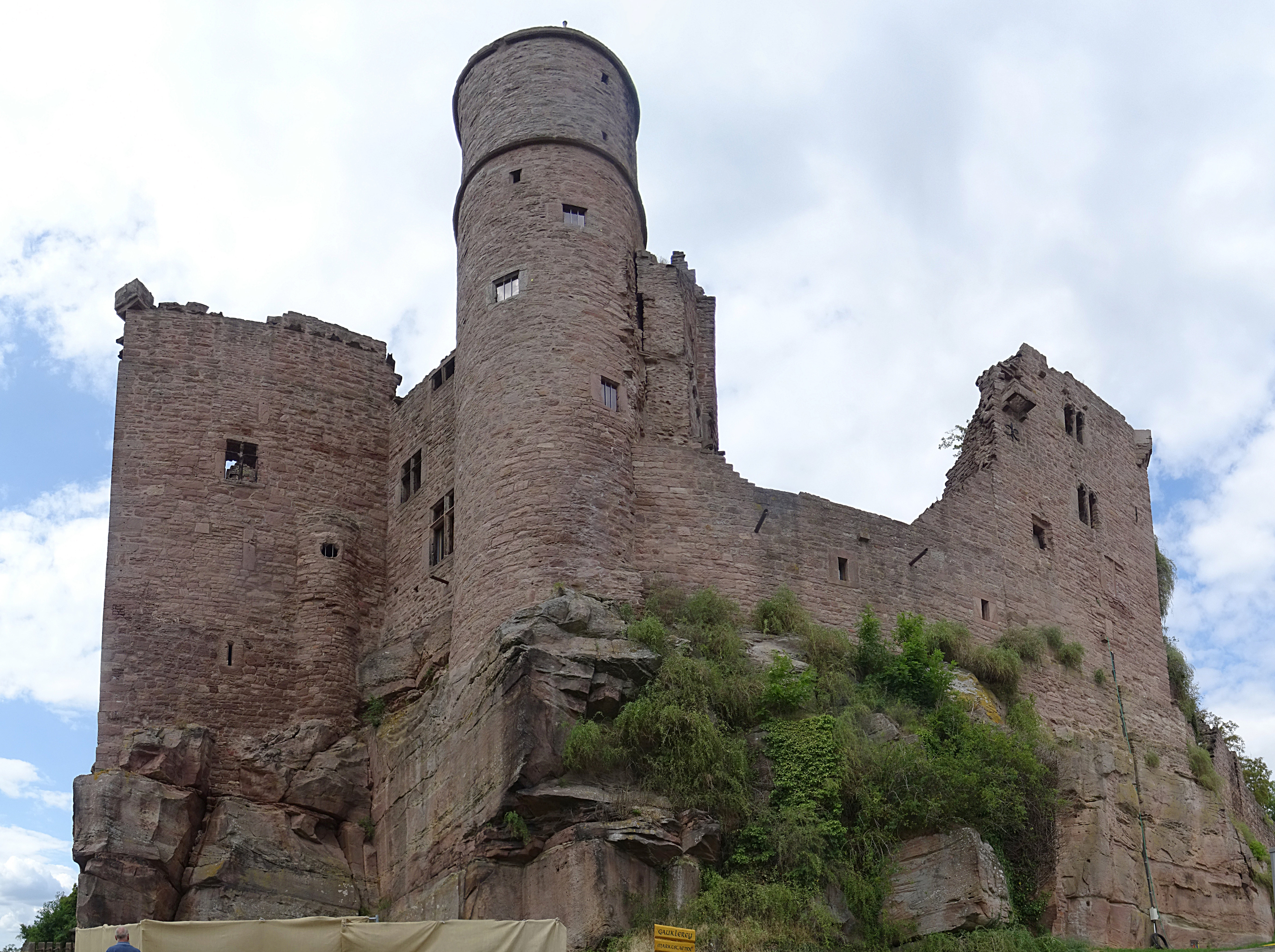
Die Burgruine von Süden

Die Burg Hanstein ist eine Burgruine bei Bornhagen im thüringischen Landkreis Eichsfeld und gilt als eine der größten Burgruinen Mitteldeutschlands.

## Geographische Lage
Die Ruine der Höhenburg befindet sich etwa 4 km südsüdöstlich des Dreiländerecks Hessen-Niedersachsen-Thüringen, das jenseits des burgnahen Stürzlieder Bergs an den Schmiedeköpfen liegt. Etwas nördlich bis nordöstlich unterhalb der Burg liegt mit Bornhagen der Kernort der gleichnamigen Gemeinde und direkt ostsüdöstlich bis südlich dessen Ortsteil Rimbach. Die Höhe des Burgberges liegt direkt auf der Leine-Werra-Wasserscheide. Nach Westen fällt die Landschaft in das Tal des kleinen Friesenbachs ab, dessen Wasser durch den Siesterbach beim hessischen Werleshausen in die burgnahe Werra mündet. Jenseits der Werra liegt die hessische Burg Ludwigstein. Nach Nordosten fließt durch Bornhagen der Steinsbach, welcher zwischen Arenshausen und Marth in die Leine mündet.
Der Burgberg mit einer Höhe von 390 m ü. NHN ist ein nordwestlicher Ausläufer des Höheberges am Übergangsbereich zu den Neuseesen-Werleshäuser Höhen (am Winterberg 375 m). Die Kuppe aus mittleren Buntsandstein der Solling-Formation ist über einen Bergsattel mit der südöstlich gelegenen Junkerkuppe (510,7 m) verbunden. Der Berg liegt unmittelbar am Schnittpunkt der herzynisch verlaufenden Eichenberg–Gotha–Saalfelder Störungszone mit der Fretteröder Keupersenke, dem Leinetal-Graben und der Altmorschener Grabenzone. Am östlichen Berghang befinden sich Schichten von Muschelkalk. Unterhalb der Burgruine finden sich mehrere kleine Steinbrüche, die vermutlich bereits beim Bau der Burg angelegt wurden.

## Namensherkunft
Für den Namen „Hanstein“ gibt es zwei Herleitungsmöglichkeiten:
- die Ableitung vom ahd. hano für den Hahn[4]
- die Ableitung von Hagan (lat. indago) für Hagen oder Hain, einen eingezäunten oder eingehegten Ort und von -stein für steinigen Boden oder Felsen bedeutet zusammen ein auf einem Felsen angelegte Befestigung und einen mit Wall und Graben umgebenen Ort.[5] (wird als wahrscheinlich angenommen) Der nördlich der Burg gelegene Bornhagen könnte ein Teil dieser Befestigung gewesen sein.

## Geschichte

### Früher

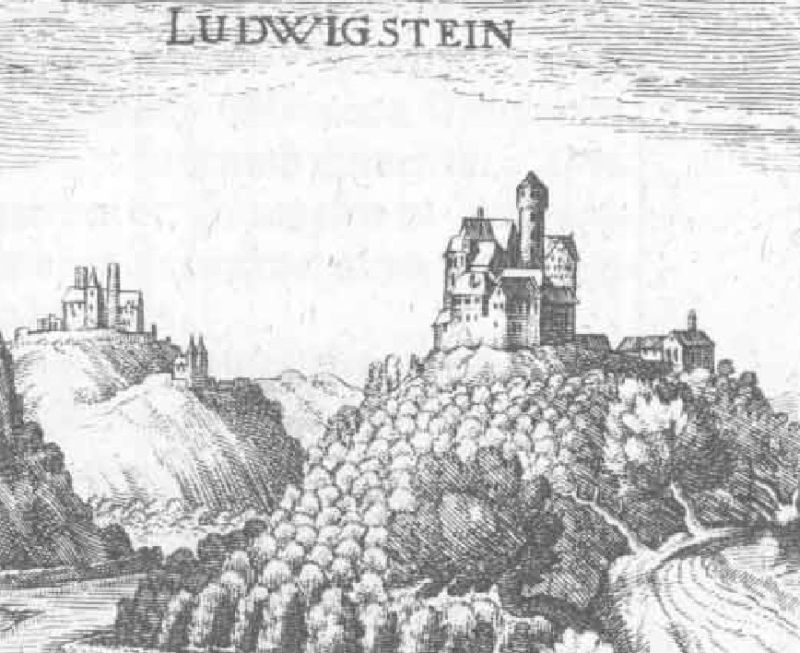
Links Burg Hanstein (Merian, 1655)

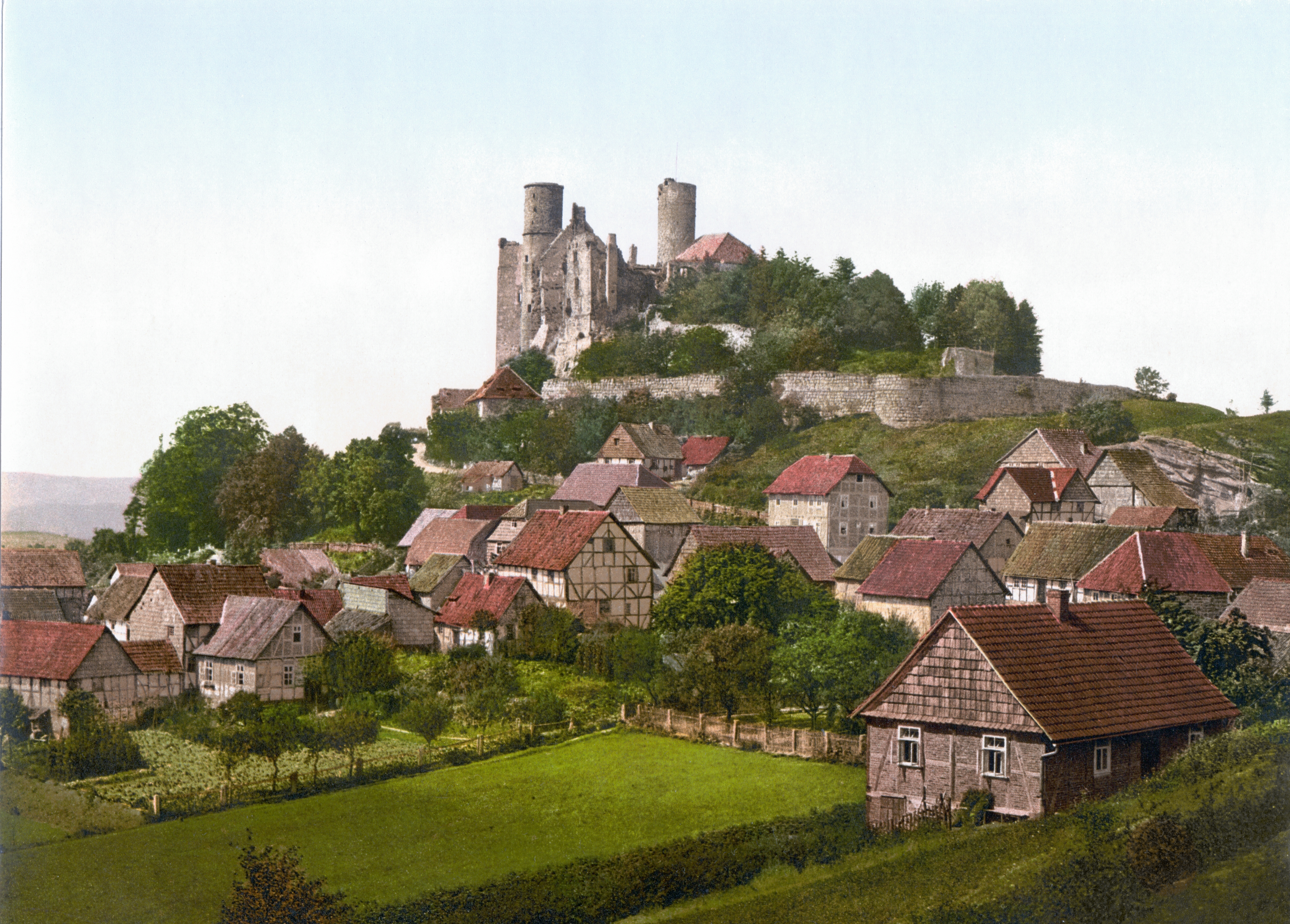
Burg Hanstein (1900)

Darstellung der Burg in einem Glasfenster im Haus einer Göttinger Studentenverbindung

Das Gebiet um den Hanstein war altes Grenzland zwischen den Sachsen im Norden und den Thüringern im Süden, während das Land westlich der Werra bereits stark fränkisch beeinflusst war. Vermutlich gab es deshalb bereits sehr früh eine Befestigung an diesem Ort. Im 7./8. Jahrhundert geriet das Land nördlich der Unstrut und an der unteren Werra unter den Einfluss sächsischer Adelsfamilien.
Die ältere Annahme einer ersten urkundlichen Erwähnung der Burg Hanstein im 9. Jahrhundert in den „Traditionen“ (Schenkungsnotizen) des Klosters Corvey ist durch die neuere Forschung überholt; der dort erwähnte Ort „Haanstedihus“ bezeichnet eine der beiden heutigen Gemeinden Hanstedt (Nordheide) oder Hanstedt (Landkreis Uelzen). Die älteste bislang bekannt gewordene Erwähnung der Burg Hanstein gibt vielmehr erst Lampert von Hersfeld anlässlich ihrer Zerstörung durch Heinrich IV. im Jahre 1070. Die Burg, die im Besitz des Grafen Otto von Northeim war, muss also einige Zeit vor 1070 errichtet worden sein. Ihre Zerstörung durch den König zeigt ihre Bedeutung für diesen Teil des hochmittelalterlichen Stammesherzogtums Sachsen und für den sächsischen Adel (vgl. Sachsenkrieg (Heinrich IV.)). Ob die Vorgängerburg an der Stelle der heutigen Burgruine lag, ist anzunehmen. Unweit auf dem Berghang der benachbarten Junkerkuppe gab es eine weitere „Alte Burg“, deren Bedeutung aber nicht eindeutig belegt ist. Da die Burg ein Eigenbesitz von Otto von Northeim war, baute er sie vermutlich in den Folgejahren wieder auf.
Vermutlich aus dem Erbe der 1144 ausgestorbenen Grafen von Northeim gelangte die Burg in welfischen Besitz. Im Teilungsvertrag der Söhne Heinrichs des Löwen von 1202 ist sie genannt, durch Heinrichs jüngsten Sohn Otto IV. gelangte sie 1209 an den Mainzer Erzbischof Siegfried. Die zweite Burg war am Ende des 13. Jahrhunderts in einem schlechten baulichen Zustand. Im Auftrag des Erzbischofs begannen Heinrich und Lippold von Hanstein 1308 mit dem Bau der heutigen Burg – „erst aus Holz, dann nach und nach aus Stein“. Im erblichen Besitz der Burg als strategisch wichtige Grenzfestung des mainzischen Eichsfeldes betrieben die Herren von Hanstein im 14. und 15. Jahrhundert eine planvolle Politik des Besitzerwerbs und der Besitzarrondierung, wodurch schließlich das adlige Gericht Hanstein entstand, das 21 Dörfer umfasste. Da den Herren von Hanstein der Erwerb einer Stadtherrschaft nicht gelang, waren sie in beiden Jahrhunderten von der wirtschaftlichen Entwicklung abgeschnitten und gingen zeitweise zum Raubrittertum über. Dagegen und zum Schutz der Handelsstraße durch das Werratal ließ Landgraf Ludwig I. von Hessen im Jahre 1415 die Burg Ludwigstein errichten.

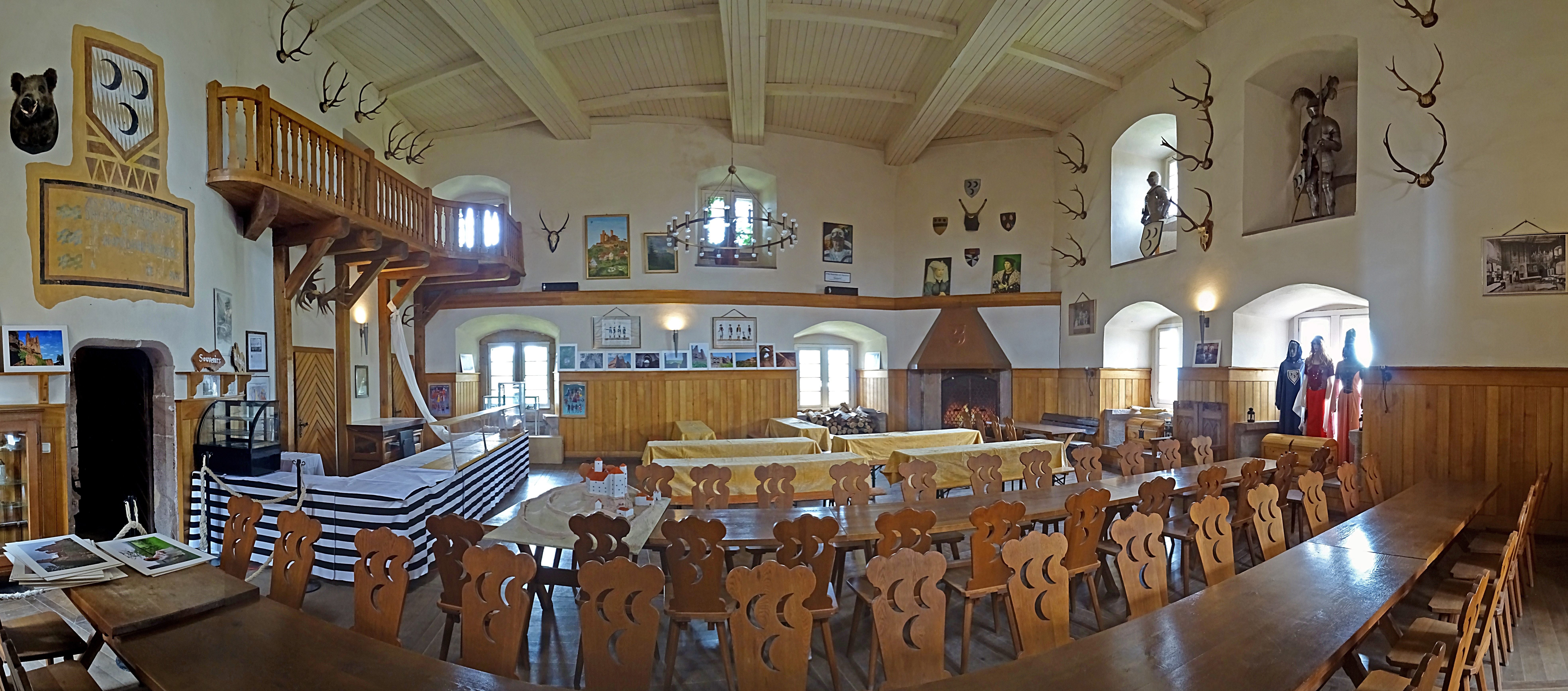
Neuer Rittersaal

Im Sommer 1371 zogen Graf Günther von Schwarzburg mit Bürgern der Städte Erfurt, Mühlhausen und Nordhausen sowie den Grafen von Gleichen, Hohnstein und Stolberg gegen die Burg Hanstein. Sie wurden von Herzog Otto I. (dem Quaden) von Braunschweig überfallen und alle Grafen gefangen genommen. Sie kamen nur gegen Zahlung eines Lösegeldes frei.
Im Dreißigjährigen Krieg wurde die Burg von schwedischen Truppen teilweise zerstört und seitdem nicht mehr dauerhaft bewohnt. Sie diente jedoch noch lange als Treffpunkt der verschiedenen Linien des Hauses Hanstein. Zu diesem Zweck wurde zwischen 1838 und 1840 ein neuer Rittersaal erbaut. Zudem wurden Teile der Burg vorübergehend als Gefängnis genutzt.
Durch die direkte Lage an der innerdeutschen Grenze wurde der Nordturm als Beobachtungsposten der DDR-Grenztruppen genutzt. Seit 1985 werden wieder denkmalpflegerische Arbeiten an der Ruine vorgenommen, unterstützt vom ortsansässigen Heimatverein.

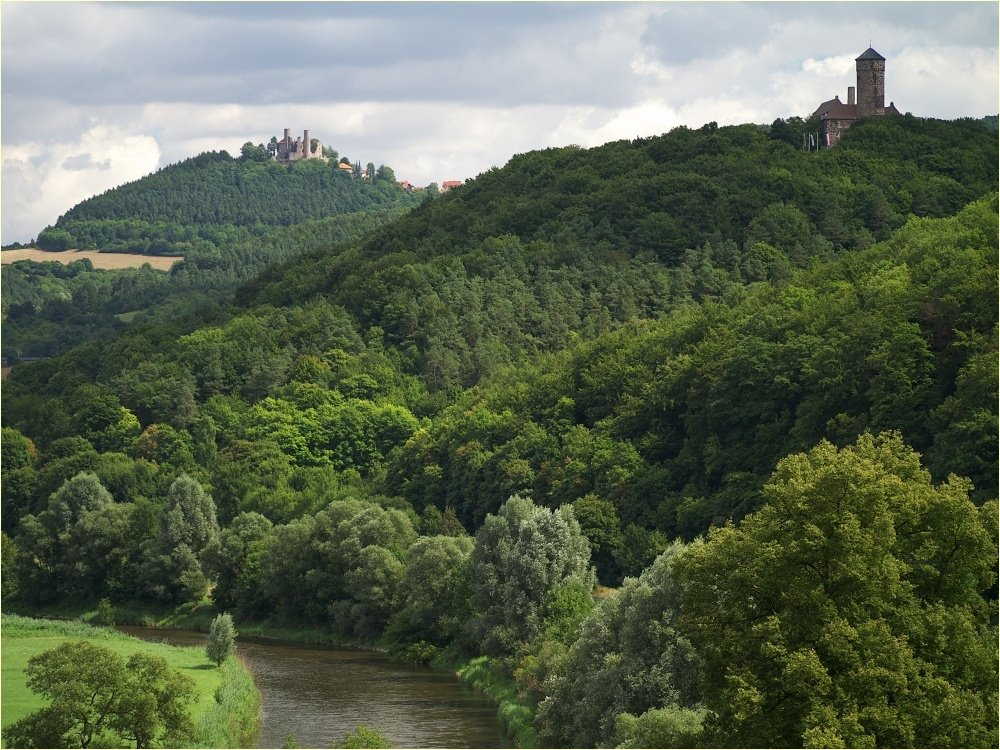
Zweiburgenblick im Werratal mit Burg Ludwigstein und Burg Hanstein

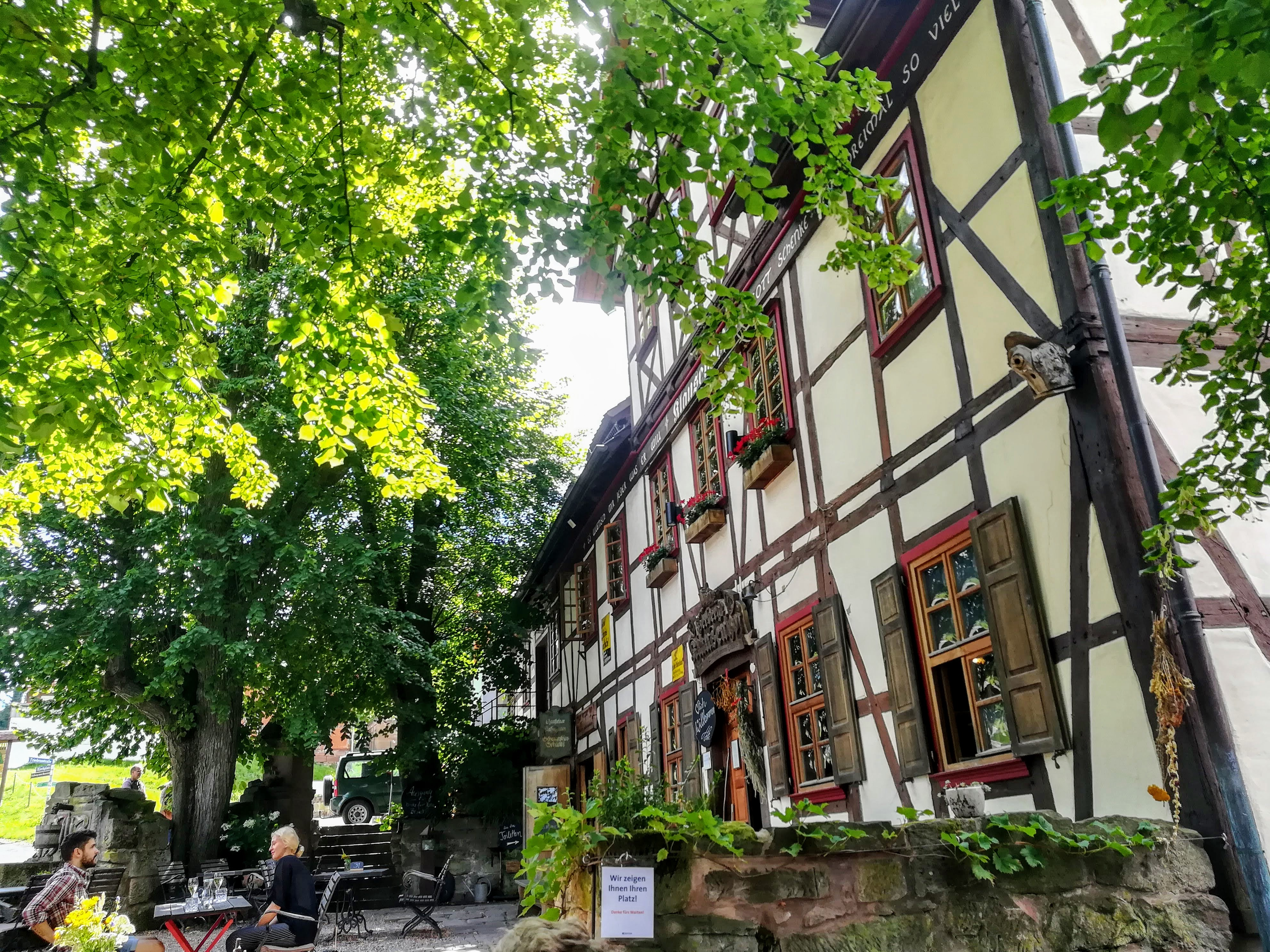
Historische Herberge Klausenhof

### Heute
Die Burgruine Hanstein war bis weit in das 20. Jahrhundert ein beliebtes Wanderziel Göttinger Studenten.
Alljährlich findet am ersten Augustwochenende ein Mittelalterfest statt, das sich großer Beliebtheit erfreut und über 13.000 Besucher anzieht. Touristische Projekte, die zur Erschließung der Burg und ihrer Geschichte dienen, sind beispielsweise der Hansteiner Burgfrieden und ein nach altem Vorbild angelegter Weinberg sowie ein Kräutergarten. Unterhalb der Burg Hanstein befindet sich der Klausenhof, ein altes Wirtshaus mit historischer Herberge, das in enger Verbindung mit der Burg Hanstein steht und einst zu deren Gütern zählte.
Am 3. Februar 2011 erschien von der Deutschen Post eine 90-Cent-Briefmarke mit dem Motiv Zweiburgenblick im Werratal, das die Burg Ludwigstein in Hessen und die Burgruine Hanstein in Thüringen zu beiden Seiten der Werra zeigt.

### Burgmänner
Da die ursprünglichen Besitzer der Burg Hanstein (Northeimer, Welfen, Kurmainz) weit entfernt wohnten, setzten diese Burggrafen oder Burgvögte zur Erhaltung und Verwaltung von Burg und Gerichtsbezirk ein. Folgende Burgmänner sind nachweisbar:
- 1138 Ulrich von Hanstein
- 1145 Boppo von Hanstein, 1170 Poppo von Hanstein (auch als Burggraf bezeichnet: Comes Poppo de Hanensten), beide Namensträger von Hanstein sind nicht verwandt mit der späteren Adelsfamilie von Hanstein[8]
- ab 1230 als Burglehen an die Herren von Hanstein
  - 1236 Heidenreich von Hanstein
- nach 1280 Hermann von Spangenberg
- 1296–1299 Friedrich von Rosdorf und Dietrich von Hardenberg
- 1312 Heinrich und Lupold von Hanstein nach Vertragsabschluss und Neubau der Burg als Erbburgmänner
- 1324 werden nochmals andere Burgmänner, unter anderem Bertold von Hunoldshausen, Johannes von Gandera genannt[9]

## Anlage

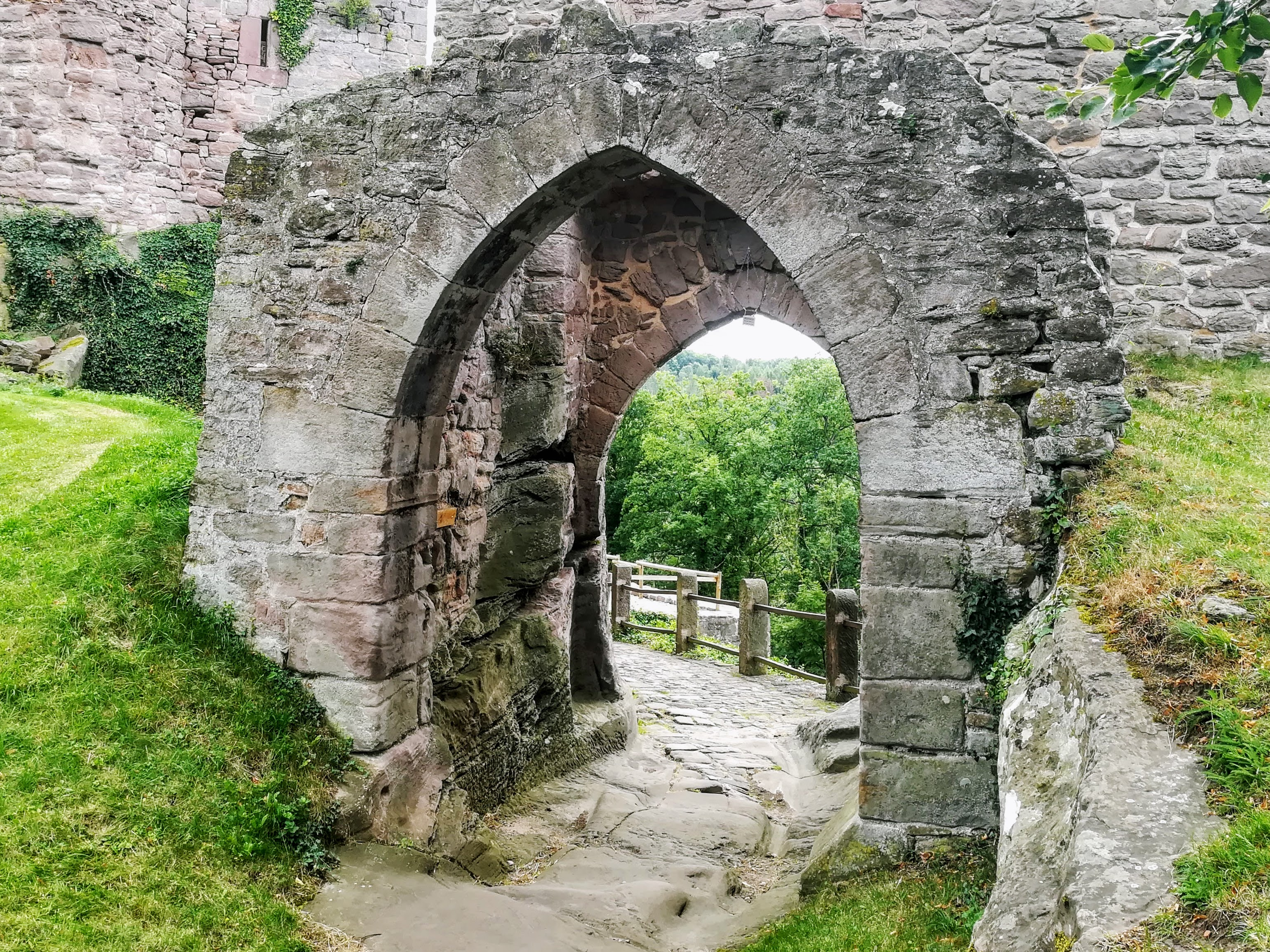
Burgtor 4

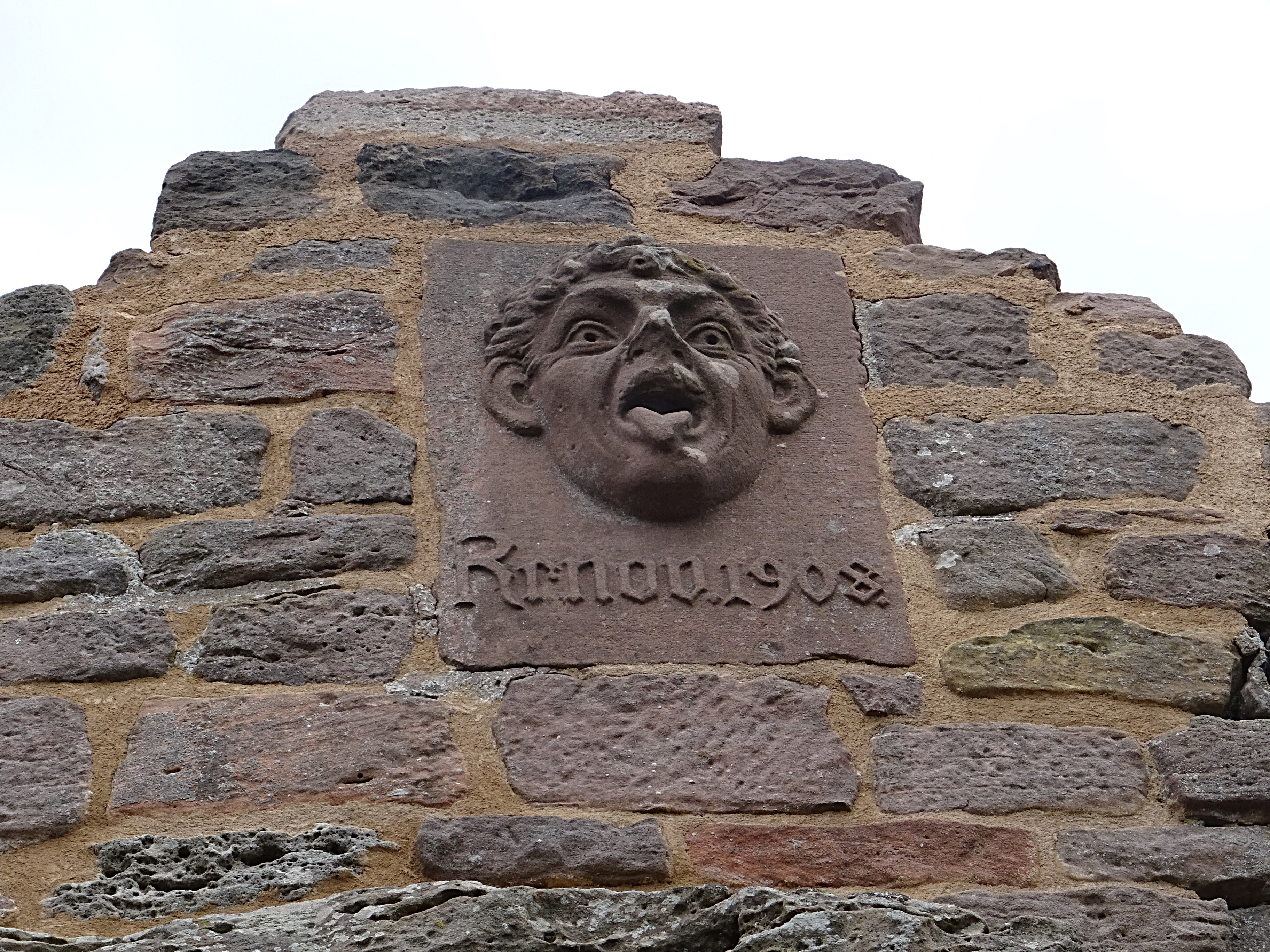
Neidkopf an einer Außenmauer

Die Burganlage sitzt auf einem spornartigen Sandsteinfelsen des Höheberges, was für die Anlage der Verteidigungsanlagen vorteilhaft war. Insgesamt 5 Burgtore führten über die Vorburg bis zur Kernburg. Da die Burg ab dem 16. Jahrhundert verlassen wurde, sind die Ruinenreste der gotischen Burganlage nicht durch aufwendige Umbauarbeiten verändert worden. Ein Burgbrunnen befand sich in der ehemaligen Burgküche. Bis ins 18. Jahrhundert war der Kerker des Gerichtsbezirkes an verschiedenen Stellen der Burg. Es gab auch eine Burgkapelle in der Kernburg. 1417 ließ Martin von Hanstein einen Altar errichten (Altare magni pretii). Die Kirche war zum Unterhalt mit verschiedenen Gütern, Zehnten oder Zinsen ausgestattet. Kapellan war der Pfarrer der Kirche in Rimbach. In der katholischen Kirche von Rimbach ist der Dreiflügelaltar aus der ehemaligen Burgkapelle ausgestellt. Im 19. Jahrhundert wurde ein neuer Rittersaal errichtet.
Unmittelbar angrenzend an die Burganlage befand sich der Ort Rimbach mit eigener Pfarrkirche, wo vermutlich die Bediensteten der Burg wohnten. Ob der Ort mit einer Befestigung umgeben war, ist nicht genau bekannt, im 18. Jahrhundert sollen noch Spuren vorhanden gewesen sein. Allerdings befand sich das erste Burgtor bereits im Dorf. Der Ort war eine Villa forensis mit Marktgerechtigkeit, wie bei anderen Burgen auch.

## Aussichtspunkt

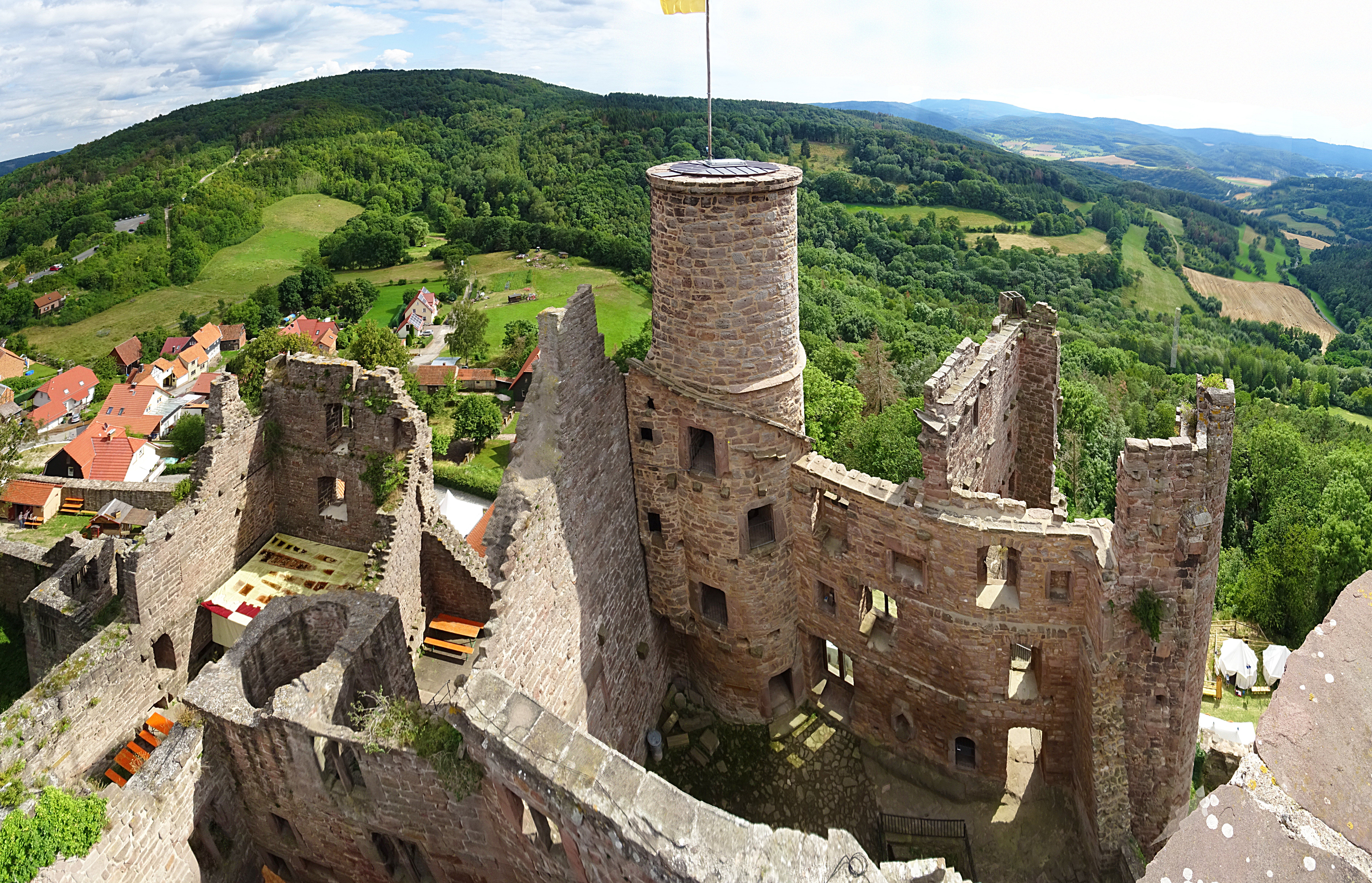
Blick vom Nordturm

Der Nordturm der Burg Hanstein ist ein guter Aussichtspunkt in der Region des nahen Dreiländerecks Hessen-Niedersachsen-Thüringen. Das Panorama umfasst unter anderem den Hohen Meißner, den Kaufunger Wald, das Leinebergland und das Eichsfeld, bei klarem Wetter ist im Nordosten der Harz mit dem Brocken zu sehen. Daher wurde der Turm auch als Beobachtungsposten der DDR-Grenztruppen zur Überwachung der nahen innerdeutschen Grenze genutzt. Der Südturm ist nicht öffentlich zugänglich und daher auch kein Aussichtsturm.

## Trivia
Einige Szenen des Spielfilms Der Medicus (2013) wurden auf der Burg Hanstein gedreht.

## Galerie

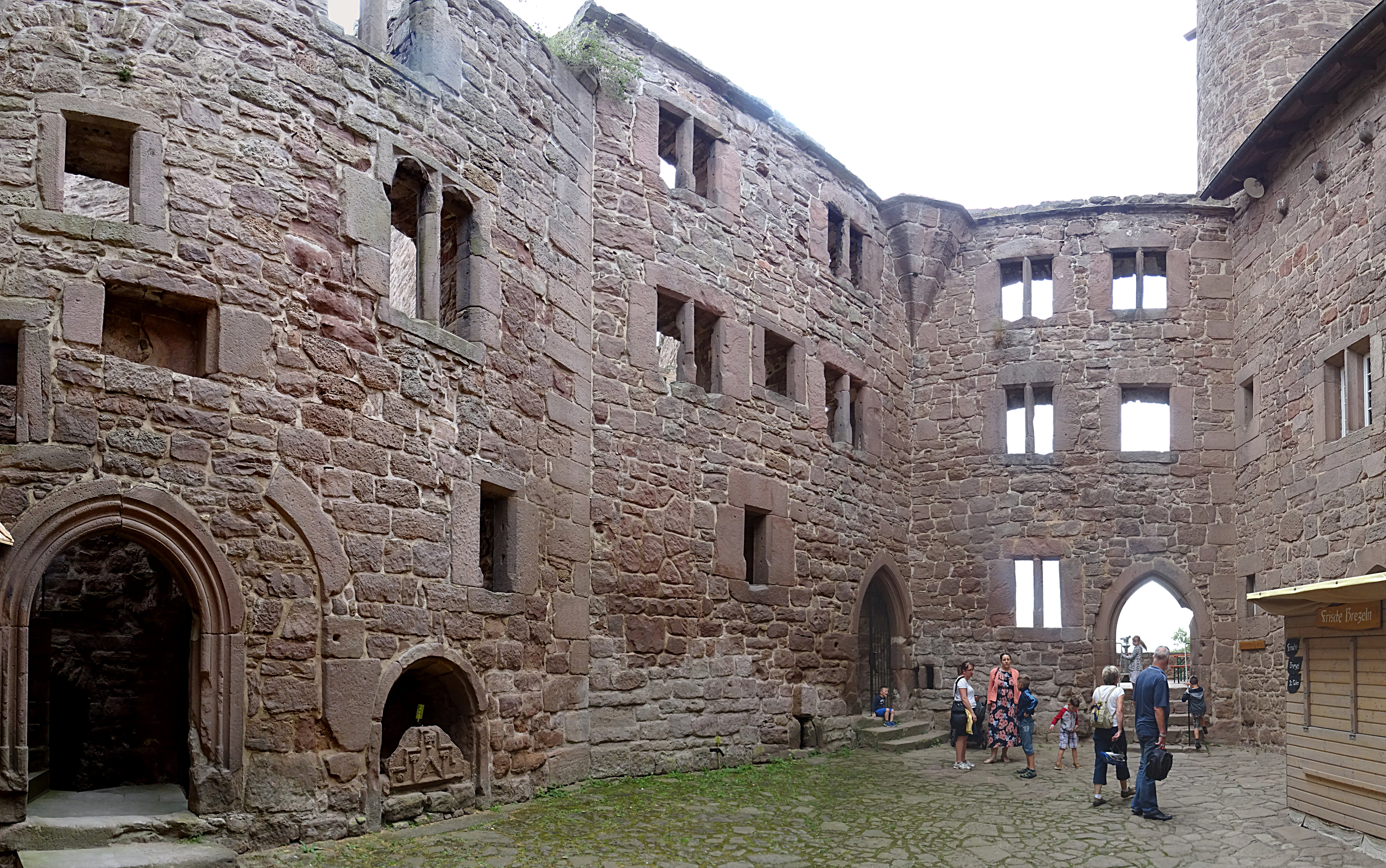
Im Innenhof der Kernburg
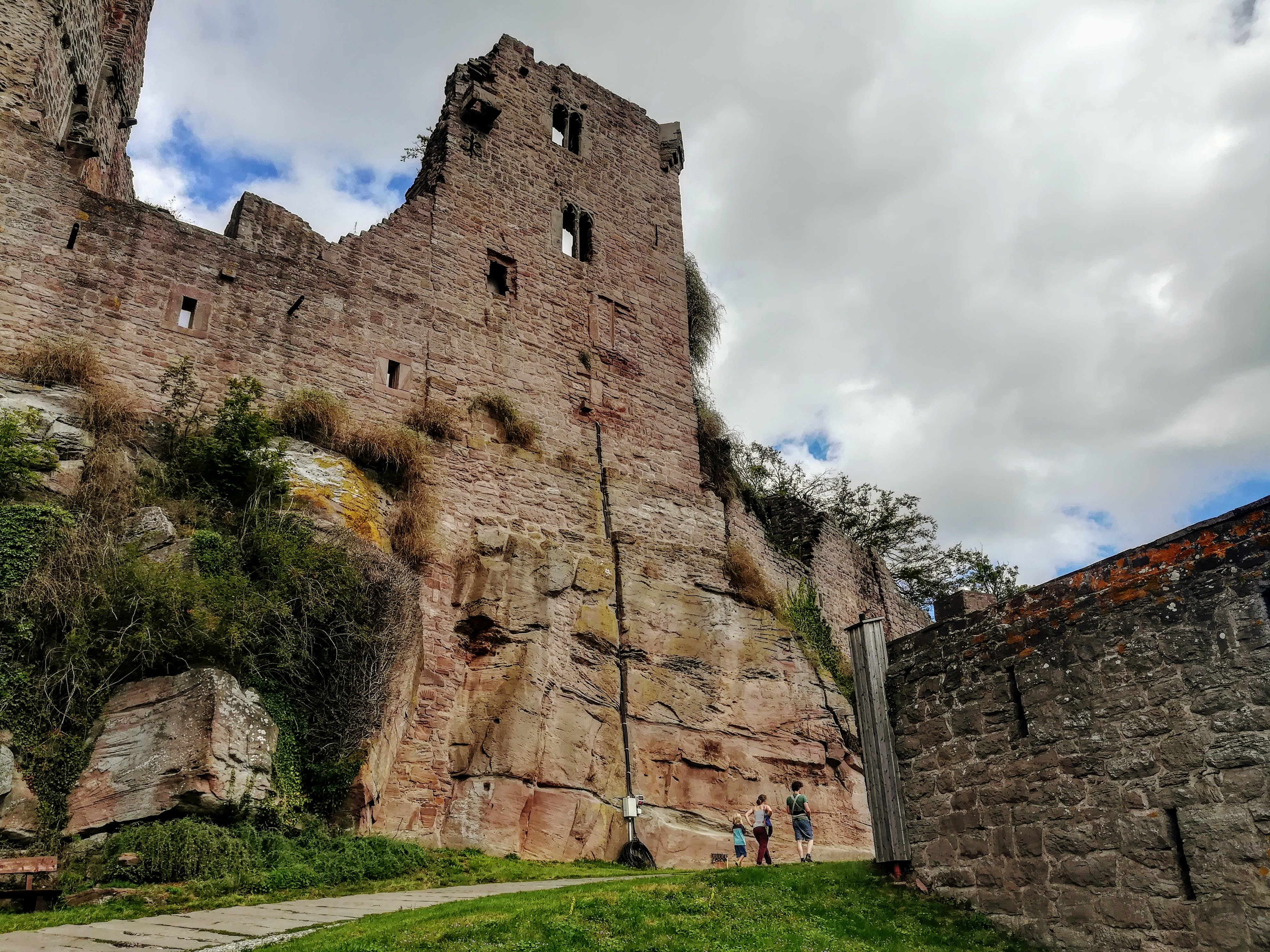
Die Burg sitzt direkt auf Sandsteinfelsen
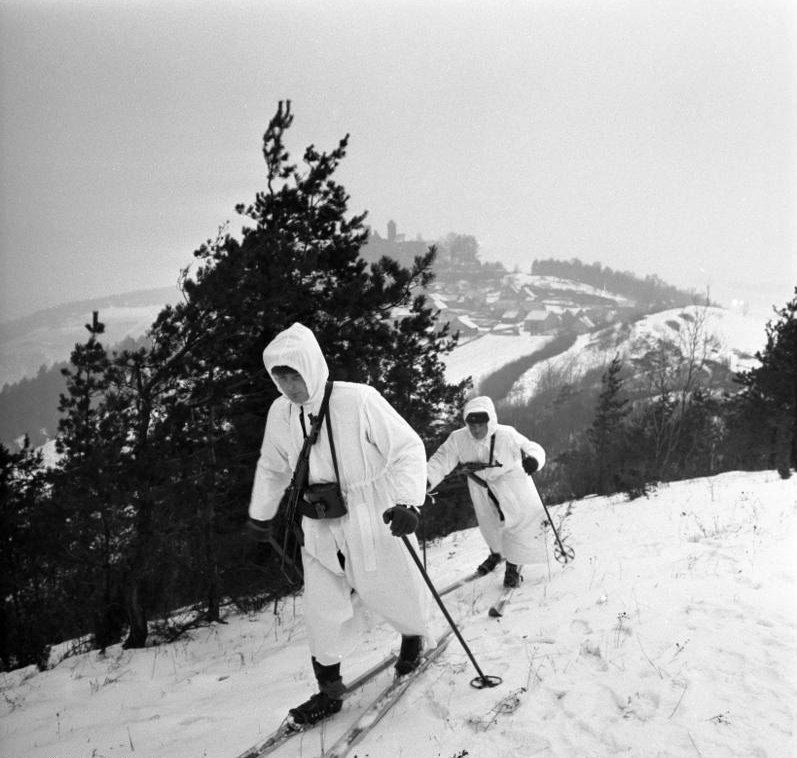
NVA-Soldaten zur Kontrolle der innerdeutschen Grenze mit Rimbach und Burgruine im Hintergrund (1965)
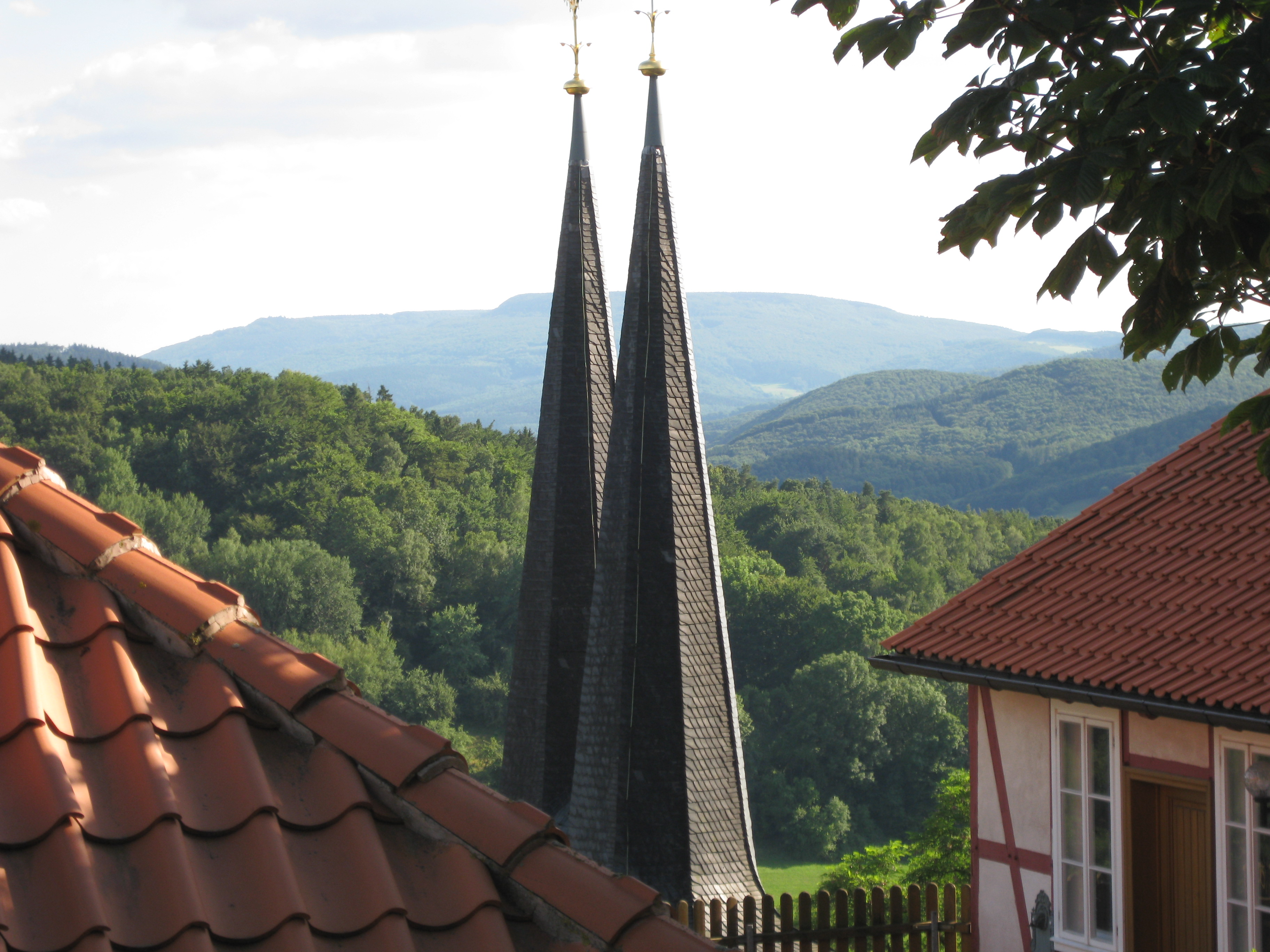
Aussicht von Burg Hanstein ins hessische Bergland mit Hohem Meißner
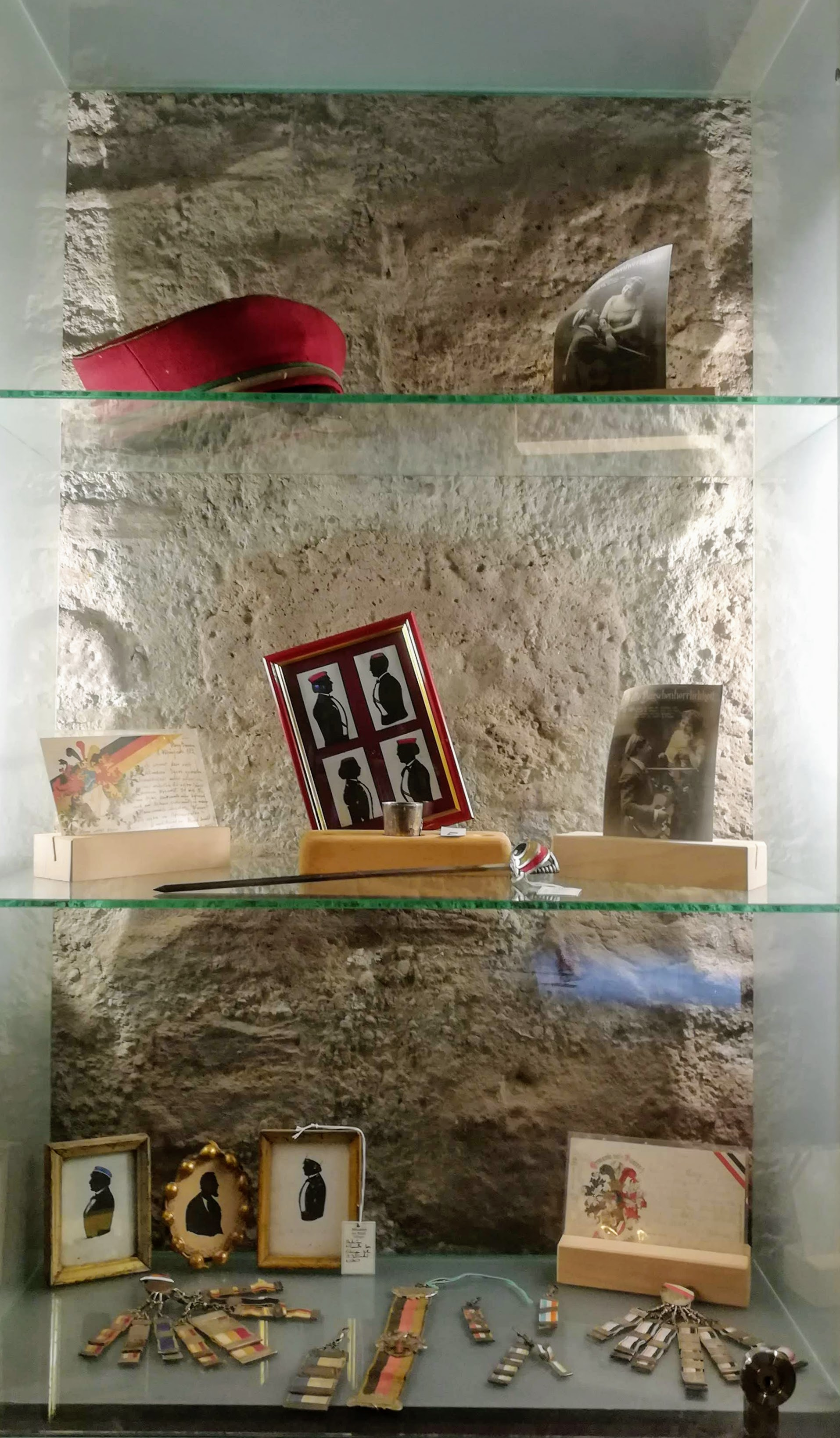
Ausstellung